# 时代百大人物
《时代》百大人物（又称《时代》：最具影响力一百人，形象化为）是美国《时代》杂志的年度榜单，每年选取100位影響世界的人物。1999年的榜单评选的是20世纪最具影响力的100个人，而2004年开始则每年评选。

## 历史与形式

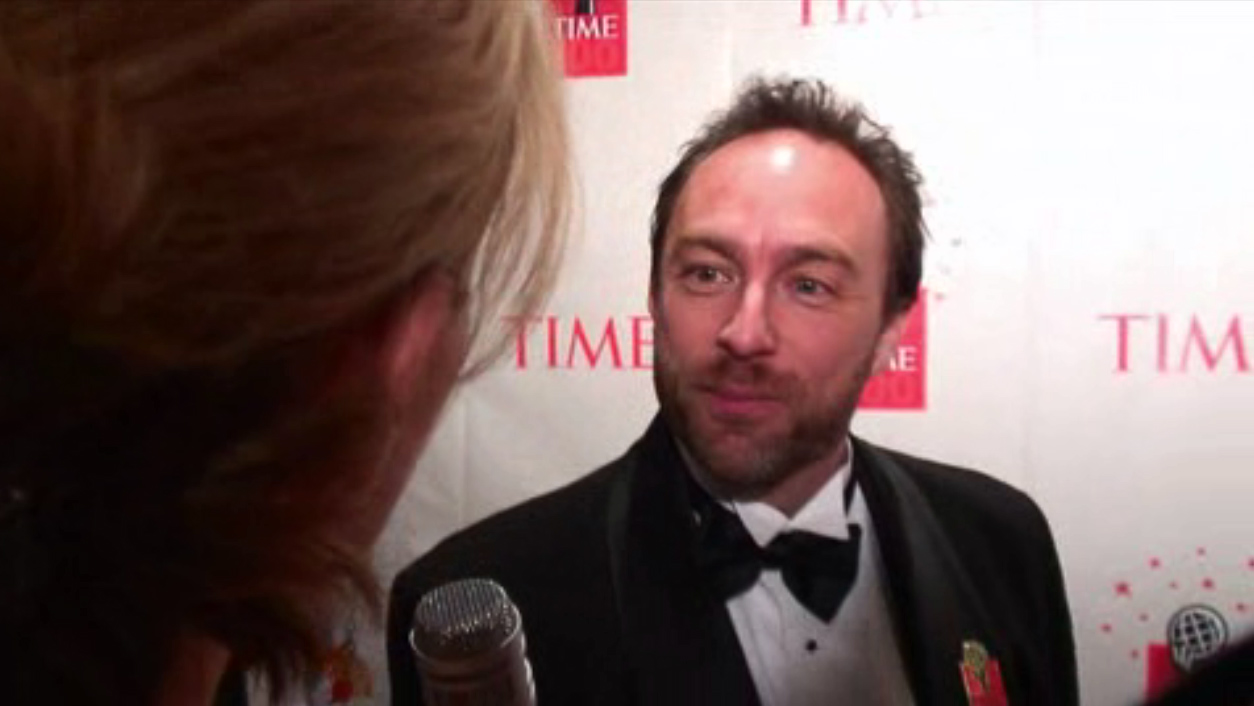
2006年，吉米·威爾斯在︁时代百大人物中與阿曼達·康登談話

1998年2月1日，CBS主播丹·拉瑟、历史学家多丽斯·基恩斯·古德温（Doris Kearns Goodwin）、前纽约州州长马里奥·库默、后来的美国国务卿康多莉扎·赖斯、新保守主義“教父”欧文·克里斯托、时任《时代》雜誌总编缉沃尔特·艾萨克森等人，參加了一個於美國華盛頓特區肯尼迪表演艺术中心举办的一次专题讨论会，促成了《时代》百大人物榜单的问世。
1999年，《时代》雜誌发行了一期特刊，名为20世纪百大人物，選出第 20 世紀 (1900年至1999年間) 最具影響力的 100 位人物，这是第一次发布该榜单。
2004年开始，《时代》决定将其变为一项每年评选，选取當年度世界上最具有影响力的100位人物。很多人将其误以为是一项荣誉，但《时代》对此进行了说明，该榜单只选择有影响力的人物，而不论这种影响是在好的方面还是不好的方面。评选出的100人共分为以下五类，其中每一类各选择20人（可能会有略微地上下浮动）：
- 领袖与革命者（Leaders & Revolutionaries）
- 建设者与巨人（Builders & Titans）
- 艺术家与演艺人员（Artists & Entertainers）
- 科学家与思想家（Scientists & Thinkers）
- 英雄与时代象征（Heroes & Icons）

## 多次入选人物
- 節目主持人：歐普拉·溫芙蕾
- 美國時任參議員或國務卿：希拉蕊·柯林頓
- 德國時任總理：安格拉·梅克爾

虽然评选不分先后次序，但是多次入选更可能能够说明该人物有持續的影响力。下面列出入选三次或以上的人物：
注：入选次数相同者按入選時序排列，再有相同者按其姓氏字母顺序排列，粗体表示曾入选20世纪百大人物。

### 13次入选
| 人物   | 入选年份                                                                                               | 国家/地区      | 身份                                   |
| ------ | --- | -------------- | -------------------------------------- |
| 习近平 | 2009年、2011年、2012年、2013年、2014年、2015年、2016年、2017年、2018年、2019年、2020年、2021年、2022年 | 中华人民共和国 | 时任中共中央总书记或中共中央政治局常委 |

### 11次入选
| 人物          | 入选年份                                                                               | 国家/地区 | 身份                     |
| ------------- | -------------------------------------------------------------------------------------- | --------- | ------------------------ |
| 奥普拉·温弗里 | 20世纪、2004年、2005年、2006年、2007年、2008年、2009年、2010年、2011年、2018年、2022年 | 美国      | 談話節目主持人           |
| 巴拉克·奥巴马 | 2005年、2007年、2008年、2009年、2010年、2011年、2012年、2013年、2014年、2015年、2016年 | 美国      | 時任美国总统或聯邦參議員 |

### 10次入选
| 人物          | 入选年份                                                                       | 国家/地区 | 身份                             |
| ------------- | ------------------------------------------------------------------------------ | --------- | -------------------------------- |
| 希拉里·克林顿 | 2004年、2006年、2007年、2008年、2009年、2011年、2012年、2014年、2015年、2016年 | 美国      | 時任、前任美国国务卿或聯邦參議員 |

### 9次入选
| 人物          | 入选年份                                                               | 国家/地区 | 身份         |
| ------------- | ---------------------------------------------------------------------- | --------- | ------------ |
| 安格拉·默克爾 | 2006年、2007年、2009年、2011年、2012年、2014年、2015年、2016年、2020年 | 德国      | 時任德国总理 |

### 8次入选
| 人物   | 入选年份                                                       | 国家/地区              | 身份                     |
| ------ | -------------------------------------------------------------- | ---------------------- | ------------------------ |
| 金正恩 | 2011年、2012年、2013年、2014年、2015年、2016年、2017年、2018年 | 朝鮮民主主義人民共和國 | 候任、時任朝鲜最高领导人 |

### 7次入选
| 人物            | 入选年份                                               | 国家/地区 | 身份                     |
| --------------- | ------------------------------------------------------ | --------- | ------------------------ |
| 佛拉迪米爾·普丁 | 2004年、2008年、2014年、2015年、2016年、2017年、2022年 | 俄羅斯    | 時任俄羅斯總統           |
| 唐纳德·特朗普   | 2016年、2017年、2018年、2019年、2020年、2021年、2025年 | 美国      | 候選、時任、前任美国总统 |

### 6次入选
| 人物        | 入选年份                                       | 国家/地区        | 身份                                        |
| ----------- | ---------------------------------------------- | ---------------- | ------------------------------------------- |
| 乔·拜登     | 2011年、2013年、2020年、2021年、2022年、2023年 | 美国             | 時任美国总统或時任、前任副總統              |
| 方济各      | 2013年、2014年、2015年、2016年、2017年、2019年 | 阿根廷 梵蒂冈    | 天主教会時任教宗                            |
| 伊隆·馬斯克 | 2010年、2013年、2018年、2021年、2023年、2025年 | 南非 美国 加拿大 | PayPal、SpaceX、特斯拉、OpenAI、Twitter要人 |

### 5次入选
| 人物              | 入选年份                               | 国家/地区      | 身份                                       |
| ----------------- | -------------------------------------- | -------------- | ------------------------------------------ |
| 史蒂夫·乔布斯     | 2004年、2005年、2007年、2008年、2010年 | 美国           | 苹果公司创始人兼首席执行官                 |
| 昂山素季          | 2004年、2008年、2011年、2013年、2016年 | 緬甸           | 時任緬甸國務資政、诺贝尔和平奖得主         |
| 南希·佩洛西       | 2007年、2010年、2018年、2019年、2020年 | 美国           | 時任美国众议院议长或少數黨領袖             |
| 杰夫·贝索斯       | 2008年、2009年、2014年、2017年、2018年 | 美国           | 亞馬遜公司董事長兼首席执行官               |
| 克里斯蒂娜·拉加德 | 2009年、2010年、2012年、2016年、2022年 | 法國           | 時任國際貨幣基金組織總裁或欧洲中央银行行长 |
| 提姆·庫克         | 2012年、2015年、2016年、2021年、2022年 | 美国           | 蘋果公司執行長                             |
| 纳伦德拉·莫迪     | 2014年、2015年、2017年、2020年、2021年 | 印度           | 時任印度总理                               |
| 馬克·祖克柏       | 2008年、2011年、2016年、2019年、2025年 | 臉書共同創辦人 |                                            |

### 4次入選
| 人物                   | 入选年份                       | 国家/地区      | 身份                             |                |
| ---------------------- | ------------------------------ | -------------- | -------------------------------- | -------------- |
| 比尔·盖茨              | 20世纪、2004年、2005年、2006年 | 美国           | 微软公司時任董事长、前首席执行官 |                |
| 康多莉扎·赖斯          | 2004年、2005年、2006年、2007年 | 美国           | 時任美国国务卿或国家安全顾问     |                |
| 乔治·沃克·布什         | 2004年、2005年、2006年、2008年 | 美国           | 時任美国总统                     |                |
| 比尔·克林顿            | 2004年、2005年、2006年、2010年 | 美国           | 前美国总统                       |                |
| 胡锦涛                 | 2004年、2005年、2007年、2008年 | 中华人民共和国 | 時任中共中央总书记               |                |
| 雷杰普·塔伊普·埃尔多安 | 2004年、2010年、2016年、2017年 | 土耳其         | 時任土耳其总统或總理             |                |
| 雷霸龍·詹姆斯          | 2005年、2013年、2017年、2019年 | 美国           | 籃球明星                         |                |
| 乔治·克鲁尼            | 2006年、2007年、2008年、2009年 | 美国           | 影星                             |                |
| 杰米·戴蒙              | 2006年、2008年、2009年、2011年 | 美国           | 商業圓桌會議主席、摩根大通董事長 |                |
| 伊莉莎白·華倫          | 2009年、2010年、2015年、2017年 | 美国           | 時任美國國會監督小組主席或參議員 |                |
| 米歇爾·奧巴馬          | 2009年、2011年、2013年、2019年 | 美国           | 時任、前任美国第一夫人           |                |
| 班傑明·納坦雅胡        | 2011年、2012年、2015年、2019年 | 美国           | 以色列                           | 時任以色列總理 |
| 珍妮特·葉倫            | 2014年、2015年、2017年、2023年 | 美国           | 時任美国财政部长或聯準會主席     |                |

### 3次入选
| 人物                         | 入选年份               | 国家/地区      | 身份                                   |
| ---------------------------- | ---------------------- | -------------- | -------------------------------------- |
| 纳尔逊·曼德拉                | 20世纪、2004年、2005年 | 南非           | 前南非总统、诺贝尔和平奖得主           |
| 第十四世达赖喇嘛·丹增嘉措    | 2004年、2005年、2008年 | 西藏           | 西藏精神领袖、诺贝尔和平奖得主         |
| 鲁伯特·默多克                | 2004年、2005年、2008年 | 美国           | 新闻集团董事长、首席执行官             |
| 拉里·佩奇                    | 2004年、2005年、2011年 | 美国           | Google公司联合创始人之一               |
| 沃伦·巴菲特                  | 2004年、2007年、2012年 | 美国           | 波克夏·哈薩威公司首席执行官            |
| 老虎·伍茲                    | 2004年、2009年、2019年 | 美国           | 高爾夫球手                             |
| 約翰·凱瑞                    | 2004年、2014年、2016年 | 美国           | 時任美國國務卿或聯邦參議員             |
| 本笃十六世                   | 2005年、2006年、2007年 | 德国 梵蒂冈    | 天主教會時任教宗                       |
| 任正非                       | 2005年、2013年、2019年 | 中华人民共和国 | 華為公司創辦人                         |
| 約翰·羅伯茨                  | 2006年、2007年、2020年 | 美国           | 時任美國首席大法官                     |
| 穆克塔达·萨德尔              | 2006年、2008年、2011年 | 伊拉克         | 萨德尔运动領袖                         |
| 布萊德·彼特                  | 2007年、2008年、2009年 | 美国           | 影星                                   |
| 马化腾                       | 2007年、2014年、2018年 | 中华人民共和国 | 腾讯公司創辦人                         |
| 泰勒·斯威夫特                | 2010年、2015年、2019年 | 美国           | 歌星                                   |
| 劍橋公爵夫人凱薩琳           | 2011年、2012年、2013年 | 英国           | 劍橋公爵威廉王子夫人                   |
| 利昂内尔·梅西                | 2011年、2012年、2023年 | 阿根廷         | 足球明星                               |
| 查尔斯·科赫（與弟並列）      | 2011年、2014年、2015年 | 美国           | 富豪、商人、政治家、慈善家             |
| 大衛·咸美頓·科赫（與兄並列） | 2011年、2014年、2015年 | 美国           | 富豪、商人、政治家、慈善家             |
| 愛黛兒                       | 2012年、2016年、2022年 | 英国           | 歌星                                   |
| 瑪拉拉·尤沙夫賽              | 2013年、2014年、2015年 | 巴基斯坦       | 婦女權利活動家、最年輕诺贝尔和平奖得主 |
| 碧昂絲                       | 2013年、2014年、2023年 | 美国           | 歌星                                   |
| 賀錦麗                       | 2013年、2020年、2021年 | 美国           | 時任美国副总统、聯邦參議員或加州检察长 |
| 大阪直美                     | 2019年、2020年、2021年 | 日本           | 網球明星                               |

## 入选华人
注：按姓氏字母顺序排列，粗体表示入选20世纪百大人物；並表示與另一人并列入選。
| 人物               | 入选年份                       | 国家/地区           | 身份                                             |
| ------------------ | ------------------------------ | ------------------- | ------------------------------------------------ |
| 李小龙             | 20世纪                         | 英屬香港 美国       | 武术家、武打影星                                 |
| 毛泽东             | 20世纪                         | 中华人民共和国      | 中华人民共和国主要缔造者、第一任中共中央主席     |
| 坦克人             | 20世纪                         | 中华人民共和国      | 六四天安门事件的不知名反对者                     |
| 吴仪               | 2004年                         | 中华人民共和国      | 時任中华人民共和国国务院副总理                   |
| 姚明               | 2004年                         | 中华人民共和国      | 篮球明星                                         |
| 胡锦涛             | 2004年、2005年、2007年、2008年 | 中华人民共和国      | 時任中華人民共和國最高領導人                     |
| 陳水扁             | 2005年                         | 中華民國            | 時任中华民国总统                                 |
| 章子怡             | 2005年                         | 中华人民共和国      | 影星                                             |
| 李光耀             | 2005年、2010年                 | 新加坡              | 時任新加坡内阁资政、前總理                       |
| 任正非             | 2005年、2013年、2019年         | 中华人民共和国      | 华为創辦人、時任行政總裁                         |
| 陈光诚             | 2006年                         | 中华人民共和国      | 盲人维权律师                                     |
| 黃光裕             | 2006年                         | 中华人民共和国      | 国美电器创办人、時任董事局主席                   |
| 李安               | 2006年                         | 中華民國            | 導演                                             |
| 马军               | 2006年                         | 中华人民共和国      | 环保人士                                         |
| 温家宝             | 2006年                         | 中华人民共和国      | 時任中华人民共和国国务院总理                     |
| 陳士駿 並          | 2007年                         | 美国 中華民國       | Youtube创始人之一                                |
| 何晶               | 2007年                         | 新加坡              | 時任新加坡总理李显龙夫人、淡马锡控股首席执行官   |
| 刘淇               | 2007年                         | 中华人民共和国      | 時任中共北京市委书记、北京奥组委主席             |
| 曾金燕             | 2007年                         | 中华人民共和国      | 社會活動家、博客作者                             |
| 王建民             | 2007年、2008年                 | 中華民國            | 棒球明星                                         |
| 马化腾             | 2007年、2014年、2018年         | 中华人民共和国      | 腾讯公司董事会主席兼首席执行官                   |
| 楼继伟             | 2008年                         | 中华人民共和国      | 時任中国投资公司董事長                           |
| 馬英九             | 2008年                         | 中華民國            | 候任中华民国总统                                 |
| 郎朗               | 2009年                         | 中华人民共和国      | 钢琴家                                           |
| 朱棣文             | 2009年                         | 美国                | 時任美國能源部長、诺贝尔物理学奖得主             |
| 习近平             | 2009年、2011年—2022年          | 中华人民共和国      | 时任中共中央总书记或中共中央政治局常委           |
| 马云               | 2009年、2014年                 | 中华人民共和国      | 阿里巴巴創辦人、時任董事局主席                   |
| 王岐山             | 2009年、2017年                 | 中华人民共和国      | 時任中华人民共和国国务院副总理或中共中央纪委书记 |
| 薄熙来             | 2010年                         | 中华人民共和国      | 時任中共重庆市委书记                             |
| 陳樹菊             | 2010年                         | 中華民國            | 菜販、慈善家                                     |
| 韩寒               | 2010年                         | 中华人民共和国      | 作家、车手、意見領袖                             |
| 李连杰             | 2010年                         | 新加坡              | 影星                                             |
| 李彦宏             | 2010年                         | 中华人民共和国      | 百度創辦人、時任董事长兼首席执行官               |
| 王振堂             | 2010年                         | 中華民國            | 宏碁時任董事长                                   |
| 艾未未             | 2011年                         | 中华人民共和国      | 艺术家、社会活动家                               |
| 蔡美儿             | 2011年                         | 美国                | 严母、《虎妈战歌》作者                           |
| 曹国伟             | 2011年                         | 中华人民共和国      | 新浪時任董事长兼首席执行官                       |
| 洪晃               | 2011年                         | 美国                | 企业家                                           |
| 胡舒立             | 2011年                         | 中华人民共和国      | 财新传媒創辦人、時任總編輯                       |
| 梁光烈             | 2011年                         | 中华人民共和国      | 時任中华人民共和国国防部部长                     |
| 证严法师           | 2011年                         | 中華民國            | 慈济基金会创办人                                 |
| 陳麗華             | 2012年                         | 香港                | 富华国际集团創辦人、慈善家                       |
| 林书豪             | 2012年                         | 美国 中華民國       | 篮球明星                                         |
| 羅聞全             | 2012年                         | 中華民國            | 金融学教授                                       |
| 蒲艾真             | 2012年                         | 中華民國            | 全国家庭佣人联盟创始人                           |
| 汪洋               | 2012年                         | 中华人民共和国      | 時任中共广东省委書記                             |
| 曾雅妮             | 2012年                         | 中華民國            | 高尔夫球手                                       |
| 陈佩里             | 2013年                         | 美国                | Kickstarter創辦人之一、執行長                    |
| 李开复             | 2013年                         | 中華民國            | 创新工场創辦人、時任董事长兼首席执行官           |
| 李娜               | 2013年                         | 中华人民共和国      | 网球運動員                                       |
| 彭丽媛             | 2013年                         | 中华人民共和国      | 時任中华人民共和国第一配偶                       |
| 沈联涛             | 2013年                         | 马来西亚            | 經濟學家                                         |
| 王澍               | 2013年                         | 中华人民共和国      | 建築家、普利兹克建筑奖得主                       |
| 吴恩达 並          | 2013年                         | 美国                | Coursera共同創辦人                               |
| 姚晨               | 2014年                         | 中华人民共和国      | 影視明星、意見領袖                               |
| 柴静               | 2015年                         | 中华人民共和国      | 記者、《穹頂之下》作者                           |
| 雷军               | 2015年                         | 中华人民共和国      | 小米集團創辦人、董事長兼執行長                   |
| 黎智英             | 2015年                         | 英国 香港           | 雨傘革命運動家及被捕者                           |
| 廖滿嫦             | 2015年                         | 加拿大              | 時任无国界医生国际主席                           |
| 鲁炜               | 2015年                         | 中华人民共和国      | 時任中共中央网信办主任                           |
| 王大仁             | 2015年                         | 美国                | 時裝設計師                                       |
| 普莉希拉·陳 並     | 2016年                         | 美国                | 醫師、慈善家、马克·扎克伯格配偶                  |
| 郭培               | 2016年                         | 中华人民共和国      | 時裝設計師                                       |
| 金立群             | 2016年                         | 中华人民共和国      | 時任亚洲基础设施投资银行行长                     |
| 屠呦呦             | 2016年                         | 中华人民共和国      | 藥學家、诺贝尔生理学或医学奖得主                 |
| 王健林             | 2016年                         | 中华人民共和国      | 万达集团創辦人、董事長                           |
| 蔡英文             | 2016年、2020年                 | 中華民國            | 候任、時任中華民國總統                           |
| 范冰冰             | 2017年                         | 中华人民共和国      | 影星                                             |
| 柳青               | 2017年                         | 中华人民共和国      | 滴滴出行總裁                                     |
| 吳恬敏             | 2017年                         | 美国                | 影星                                             |
| 关凯文             | 2018年                         | 新加坡 美国         | 作家                                             |
| 潘建伟             | 2018年                         | 中华人民共和国      | 量子物理學家                                     |
| 贺建奎             | 2019年                         | 中华人民共和国      | 生物物理学者、基因编辑婴儿事件主導者             |
| 李艾琳             | 2019年                         | 美国                | 風險投資人                                       |
| 温麟衍             | 2019年                         | 美国                | 時任美国计划生育联合会主席                       |
| 张克俭             | 2019年                         | 中华人民共和国      | 時任中華人民共和國国家航天局、國防科工局局长     |
| 张一鸣             | 2019年                         | 中华人民共和国      | 字节跳动創辦人、時任執行長                       |
| 羅冠聰             | 2020年                         | 香港                | 社會運動家                                       |
| 馬友友             | 2020年                         | 美国 法國           | 大提琴演奏家                                     |
| 祁家威             | 2020年                         | 中華民國            | 同志平權運動家                                   |
| 石正丽             | 2020年                         | 中华人民共和国      | 病毒學家                                         |
| 袁征               | 2020年                         | 美国                | Zoom創辦人、時任執行長                           |
| 張勇               | 2020年                         | 中华人民共和国      | 阿里巴巴時任董事長兼執行長                       |
| 张永振             | 2020年                         | 中华人民共和国      | 病毒學家                                         |
| 钟南山             | 2020年                         | 中华人民共和国      | 醫學家                                           |
| 黄阿丽             | 2020年、2023年                 | 美国                | 喜劇明星、演員                                   |
| 崔楨文與 张华耀 並 | 2021年                         | 美国                | 华人权益促进会联合执行主席 停止仇恨亚太裔创始人  |
| 薇娅               | 2021年                         | 中华人民共和国      | 網路行銷主播                                     |
| 杨伯文             | 2021年                         | 加拿大              | 喜剧演员                                         |
| 趙婷               | 2021年                         | 中华人民共和国      | 导演                                             |
| 江啟臣             | 2021年                         | 中華民國            | 時任中國國民黨主席                               |
| 黃仁勳             | 2021年、2024年                 | 中華民國 美国       | NVIDIA共同创办人、時任執行長                     |
| 陈巍               | 2022年                         | 美国                | 花樣滑冰运动员                                   |
| 谷爱凌             | 2022年                         | 美国 中华人民共和国 | 滑雪运动员                                       |
| 林璎               | 2022年                         | 美国                | 建筑家                                           |
| 刘思慕             | 2022年                         | 加拿大              | 影星                                             |
| 孙春兰             | 2022年                         | 中华人民共和国      | 时任中华人民共和国国务院副总理                   |
| 彭帅               | 2022年                         | 中华人民共和国      | 网球运动员、張高麗性丑聞指控者                   |
| 杨紫琼             | 2022年                         | 马来西亚            | 影星                                             |
| 翟盘茂 並          | 2022年                         | 中华人民共和国      | 氣象學家                                         |
| 關繼威             | 2023年                         | 美国                | 影星                                             |
| 彭立发             | 2023年                         | 中华人民共和国      | 四通桥抗议人士                                   |
| 曾毓群             | 2023年                         | 中华人民共和国      | 宁德时代创办人                                   |
| 周受资             | 2023年                         | 新加坡              | TikTok時任執行長                                 |
| 陳惠菁             | 2024年                         | 新加坡              | 時任联合国公海生物多样性公约政府间会议主席       |
| 賴清德             | 2024年                         | 中華民國            | 中華民國時任副總統、候任總統                     |
| 李強               | 2024年                         | 中华人民共和国      | 時任中華人民共和國國務院總理                     |
| 小馬可仕           | 2024年                         | 菲律賓              | 時任菲律賓總統                                   |
| 王傳福             | 2024年                         | 中华人民共和国      | 比亚迪创办人、時任董事长                         |
| 马岩松             | 2025年                         | 中华人民共和国      | 中国建筑师                                       |
| 朱浩伟             | 2025年                         | 美国                | 好莱坞电影导演                                   |
| 苏姿丰             | 2025年                         | 美国                | 超微半導體公司（AMD）主席和行政總裁              |
| 陳翊庭             | 2025年                         | 香港                | 香港交易及結算所有限公司集團行政總裁             |
| 梁文峰             | 2025年                         | 中华人民共和国      | 幻方量化、深度求索（Deepseek）联合创始人         |

此外，母親為新加坡華人的英國人工智能科學家杰米斯·哈萨比斯於2017年入選；生於新疆的維吾爾人權運動家努里·特克尔於2020年入選。

## 评选标准
2004年，《时代》自由撰稿人迈克尔·埃利奥特（Michael Elliott）曾阐述过入选人物的三个标准：
- 他们对于大量的公共财产有着很大的权力，如乔治·沃克·布什；
- 虽然公众并不一定听说过，但他们对于我们时代的大事件有着真正的影响力，如伊拉克什叶派宗教领袖阿里·西斯塔尼。
- 可以作为我们的道德楷模，如纳尔逊·曼德拉。

2007年，《时代》总编理查德·斯坦格尔（Richard Stengel）曾说，这一榜单评选的是最具影响力的人物，而非最具人气的、最受欢迎的或最有权力的人物。他说，“总统甚至是独裁者可以通过他们发布的命令改变世界，但同时蒙蒂·琼斯也能通过发展水稻来保护非洲的农业。棋王卡斯帕罗夫正为了领导着俄罗斯的民主运动，奥斯卡奖得主乔治·克鲁尼也通过他的影响力以引起人们对于达尔富尔问题的关注。”

## 争论
2004年英国前首相托尼·布莱尔被榜单排除在外就曾引起过一些争论。迈克尔·埃利奥特（Michael Elliott）对此回应，“格哈特·施罗德和雅克·希拉克也不在其中。这是一份世界性的榜单，西欧的政治领袖都没能入选说明他们在此刻不具足够的影响力”。
乔治·沃克·布什虽多次入选，但当2006年民主党国会选举获胜后，他被排除在了2007年的榜单外，这再度引发争议。前参议员里克·桑托伦（Rick Santorum）评论到“无论谁做美国总统，都是全世界最有权力和最具影响的人”，并指责《时代》的行为是一种偏见。《时代》副总编阿迪·伊格内修斯（Adi Ignatius）的回应则是，“每个美国总统都有一种固定的影响力，而布什则是在挥霍这种影响，况且他还是个即将离任的总统”。
2005年，保守主义时事评论员安·庫爾特（Ann Coulter）入选后，Salon.com的评论认为，“将她与阿里埃勒·沙龙、比尔·克林顿、纳尔逊·曼德拉、金正日和达赖这些重量级人物相提并论是极为可笑”的。虽然《时代》总编普里西拉·佩顿（Priscilla Painton）认为寇特的“幽默”使其具有影响力，但甚至连福克斯新闻保守主义主持人比尔·奥雷利都对佩顿说，“你真的以为美国人会听安·寇特的？”而《时代》则坚持认为安·寇特出版的书极为畅销，使她拥有了足够的影响力。

## 学术研究
马里兰大学学院市分校经济学家克雷格·加思韦特（Craig Garthwaite）和蒂姆·摩尔（Tim Moore）曾引用这份榜单作了研究。由于奥普拉·温弗里是入选这份榜单次数最多的人物，两位经济学家便决定研究一下在温弗里的影响力之下，她对于奥巴马的支持是否能对美国总统选举产生决定性的作用。他们发现，某一地区温弗里的支持者人数与该地区在2008年民主党提名中投票给奥巴马的人数有显著的相关性。甚至，以各种混杂变量（如种族、性别、收入程度、教育程度等）来作为对照，这种相关性依然保持。他们还发现，只有在温弗里公开支持奥巴马后这一相关性才显现，这也证明了是她的影响力导致了这种相关性。他们假设将温弗里支持奥巴马的影响去除，得到的可能结果是奥巴马在民主党初选中将减少100万的支持票，而希拉里的得票将远比奥巴马多。

## 另見
- 時代年度風雲人物
- 时代100人：本世纪最重要的人物